# Almonacid de Zorita (kommunhuvudort)
Almonacid de Zorita är en kommunhuvudort i Spanien.   Den ligger i provinsen Provincia de Guadalajara och regionen Kastilien-La Mancha, i den centrala delen av landet, 70 km öster om huvudstaden Madrid. Almonacid de Zorita ligger 703 meter över havet och antalet invånare är 825.
Terrängen runt Almonacid de Zorita är lite kuperad. Runt Almonacid de Zorita är det glesbefolkat, med 11 invånare per kvadratkilometer. Närmaste större samhälle är Sacedón, 19,5 km nordost om Almonacid de Zorita. Omgivningarna runt Almonacid de Zorita är i huvudsak ett öppet busklandskap.